# Ліам ван Гелдерен
Ліам ван Гелдерен (нід. Liam van Gelderen, нар. 23 березня 2001, Заандам, Нідерланди) — нідерландський футболіст суринамського походження, захисник клубу «Гронінген».

## Ігрова кар'єра

### Клубна
Ліам ван Гелдерен є вихованцем клубів АЗ та «Аякс». Саме у складі столичного клубу захисник дебютував на професійному рівні. В основі футболіст зіграв першу гру 23 квітня 2022 року. До цього переважно граючи за дубль «Аякса» «Йонг Аякс».
У липні 2022 року ван Гелдерен перейшов до складу «Гронінгена», з яким підписав контракт на два роки.

### Збірна
Ліам ван Гелдерен має суринамське коріння⁣, але з 2017 року він виступає за юнацькі збірна Нідерландів. У 2018 році ван Гелдерен у складі юнацької збірної Нідерландів (U-17) став переможцем юнацької першості Європи, що проходила в Англії. На турнірі провів шість матчів.

## Досягнення
Нідерланди (U-17)
 Чемпіон Європи (U-17): 2018
Аякс
 Чемпіон Нідерландів: 2021/22